# Change Direction
Change Direction è l'album album d'esordio del gruppo musicale italiano progressive metal DGM edito nel 1997.
Registrato e mixato nell'estate del 1997 presso i DGM Studios (Lago di Vico, Viterbo). Il brano Flyin' Fantasy invece è stato registrato presso Random Music House (Roma) nel 1994. Il mastering è stato effettuato presso il Cantoberon Studio (Roma).

## Tracce
Testi e musiche di DGM.
1. Brainstorming – 5:02
2. In My Heart – 4:35
3. The Last Memory – 7:32
4. Lonely Nights – 7:04
5. Anthem – 8:48
6. Do What You Want! – 4:51
7. Change Direction – 6:47
8. Flyin' Fantasy – 5:06

## Formazione

### Gruppo
- Luciano Regoli – voce
- Diego Reali – chitarra
- Marco Marchiori – basso
- Gianfranco Tassella – batteria
- Maurizio Pariotti – tastiere

### Produzione
- Gianfranco Tassella – missaggio
- Daniele Conte – missaggio
- Massimo Biliotti – grafica
- Shane Parker – artwork
- Pino Magliani – fotografia